# 让-皮埃尔·拉法兰
让-皮埃尔·拉法兰（法語：Jean-Pierre Raffarin，发音ⓘ，1948年8月3日—），法国前总理，保守派政治家，曾任维埃纳省参议员。 

## 生涯
拉法兰生于普瓦捷（Poitiers），就读于巴黎第二大学和巴黎高等商业学院，学习法律，后毕业于巴黎高等商业学院-欧洲管理学院（ESCP-EAP,École Supérieure de Commerce de Paris）。他当过巴黎政治学院讲师、贝尔纳·克里耶夫通信公司总经理。
1977年他当选普瓦捷市议员，1986年当选普瓦图-夏朗特大区议员，1988年至2002年任该大区议会主席。
2019年9月30日，为感谢其长期致力于中法友好及中法全方位合作并作出杰出贡献，中国政府授予其“友谊勋章”。

## 荣誉

### 外国勋章奖章
- 魁北克国家军官勋章（法语：Ordre national du Québec）（加拿大魁北克省，2003年[2]）
- 基督大十字勋章（英语：Military Order of Christ）（葡萄牙，2006年1月3日公布[3]）
- 友谊勋章（中国，2019年9月17日公布[4]，2019年9月29日于北京人民大会堂颁授）

## 第一屆拉法兰内阁
2002年5月7日 - 2004年3月31日 (至2002年6月17日為第一屆拉法蘭內閣第一階段, 之後為第一屆拉法蘭內閣第二階段）
- 让－皮埃尔·拉法兰 - 总理
- 多米尼克·德维尔潘 - 外交、合作和法语国家部长
- 米谢勒·阿利奥-马里 - 国防和退伍军人部长
- 尼古拉·萨科齐 - 内政、内部安全与地方自由部长
- 弗朗西斯·梅尔 - 经济、财政和工业部长
- 弗朗索瓦·菲永 - 劳动、社会团结部长
- 多米尼克·佩尔邦 - 司法部长
- 吕克·费里 - 国民教育、高等教育与科研部长
- 让-雅克·阿亚贡 - 文化和联络部长
- 埃尔韦·盖马尔 - 农业、食品和农村部长
- 罗塞利娜·巴舍洛-纳尔坎 - 生态及永续发展部长
- 托基亚·萨菲 - 可持续发展部长
- 让-弗朗索瓦·拉默尔 - 体育部长
- 布里吉特·吉拉尔丹 - 海外部长
- 吉勒·德罗宾 - 交通、住房、旅游和海洋部长
- 让-弗朗索瓦·马太 - 卫生、家庭和残障人士部长
- 让-保罗·德勒瓦 - 行政事务、国家改革和区域规划部长

### 期间更换
2002年6月17日
- 米谢勒·阿利奥-马里 停止任退伍军人部长，专任国防部长
- 多米尼克·德维尔潘 停止任合作和法语国家部长，只任外交部长
- 雷诺·多纳迪约·德瓦布尔 停止任欧洲事务部长，由诺埃勒·勒努瓦(Noëlle Lenoir)代替

## 第二届拉法兰内阁
2004年3月31日 - 2005年5月31日 (让-皮埃尔·拉法兰內閣第三階段)
- 让－皮埃尔·拉法兰 - 总理
- 米歇尔·巴尼耶 - 外交部长
- 米谢勒·阿利奥-马里 - 国防部长
- 多米尼克·德维尔潘 - 内政、内部安全与地方自由部长
- 尼古拉·萨科齐 - 经济、财政和工业部长
- 让-路易·博洛 - 劳工兼社会凝聚力部长
- 多米尼克·佩尔邦 - 司法部长
- 弗朗索瓦·菲永 - 国民教育、高等教育和科研部长
- 弗朗索瓦·多贝尔 - 研究部长
- 雷诺·多纳迪约·德瓦布尔 - 文化和联络部长
- 埃尔韦·盖马尔 - 农业、食品、渔业和乡村部长
- 塞吉·Lepeltier - 生态和可持续发展部长
- 让-弗朗索瓦·拉默尔 - 青年、体育和公共生活部长
- 布里吉特·吉拉尔丹 - 海外部长
- 吉尔·德罗宾 - 交通、旅游、区域规划、海洋和装备部长
- 菲利普·杜斯特-布拉齐 - 卫生与社会保护部长
- 玛丽-若赛·卢瓦尔 - 家庭和幼年部长
- 雷诺·迪特雷伊 - 公务员和国家改革部长
- 尼可尔·阿梅利娜 - 职业平等部长

### 期间更换
2004年11月29日 - 尼古拉·萨科齐轉任人民運動聯盟主席
- 埃尔韦·盖马尔 - 经济、财政和工业部长(代替尼古拉·萨科齐)
- 多米尼克·布斯洛  - 农业、食品、渔业和乡村部长(代替埃尔韦·盖马尔)

2005年2月25日 - 在丑闻压力下埃尔韦·盖马尔辞职
- 蒂埃里·布雷东 - 经济、财政和工业部长

### 引用
1. ↑  . www.xinhuanet.com.   [2019-10-02]. （原始内容存档于2019-10-02）.
2. ↑  （法文）. Ordre national du Québec.   [2022-01-12]. （原始内容存档于2021-12-27）.
3. ↑  （葡萄牙文）. Presidência da República Portuguesa.   [2022-01-12]. （原始内容存档于2020-11-17）.
4. ↑  . 新华社. 2019-09-17  [2022-01-12]. （原始内容存档于2020-02-19）.